# 288615 Tempesti
288615 Tempesti è un asteroide della fascia principale. Scoperto nel 2004, presenta un'orbita caratterizzata da un semiasse maggiore pari a 2,6019718 au e da un'eccentricità di 0,1477258, inclinata di 6,62146° rispetto all'eclittica.